# Niphona
Niphona är ett släkte av skalbaggar. Niphona ingår i familjen långhorningar.

## Dottertaxa tillNiphona, i alfabetisk ordning[1]
- Niphona affinis
- Niphona albofasciata
- Niphona albolateralis
- Niphona alboplagiata
- Niphona albosignatipennis
- Niphona andamana
- Niphona andamanica
- Niphona appendiculata
- Niphona appendiculatoides
- Niphona arrogans
- Niphona batesi
- Niphona belligerans
- Niphona borneana
- Niphona borneensis
- Niphona cantonensis
- Niphona celebensis
- Niphona chapaensis
- Niphona chinensis
- Niphona crampeli
- Niphona dessumi
- Niphona excisa
- Niphona falaizei
- Niphona fasciculata
- Niphona furcata
- Niphona fuscatrix
- Niphona gracilior
- Niphona grisea
- Niphona hepaticolor
- Niphona hookeri
- Niphona indica
- Niphona lateraliplagiata
- Niphona lateralis
- Niphona longesignata
- Niphona longicornis
- Niphona longzhouensis
- Niphona lumawigi
- Niphona lunulata
- Niphona lutea
- Niphona malaccensis
- Niphona mediofasciata
- Niphona micropuncticollis
- Niphona nigrohumeralis
- Niphona obliquata
- Niphona obscura
- Niphona orientalis
- Niphona ornata
- Niphona ornatoides
- Niphona pannosa
- Niphona parallela
- Niphona paraparallela
- Niphona philippinensis
- Niphona picticornis
- Niphona plagiata
- Niphona plagiatoides
- Niphona plagifera
- Niphona pluricristata
- Niphona princeps
- Niphona proxima
- Niphona regis-fernandi
- Niphona rondoni
- Niphona similis
- Niphona stoetzneri
- Niphona stramentosa
- Niphona subgrisea
- Niphona sublutea
- Niphona subobscura
- Niphona sumatrana
- Niphona tibialis
- Niphona variegata
- Niphona vicina